# Das Tor zu Stephen Kings Dunklem Turm V–VII
Das Tor zu Stephen Kings Dunklem Turm V–VII (Originaltitel: Stephen King's The Dark Tower: A Concordance, Volume II) bezeichnet eine im Jahre 2008 veröffentlichte Konkordanz von Robin Furth aus dem Heyne Verlag, die sich mit den letzten drei Bänden des Dunklen-Turm-Zyklus beschäftigt.

## Entstehung
Aus den Rechercheschwierigkeiten Stephen Kings im Rahmen seiner Arbeit an den letzten drei Teilen der Turm-Saga heraus entstand die Konkordanz von Robin Furth mit dem Titel Das Tor zu Stephen Kings Dunklem Turm I–IV. Stephen King war nach eigenen Angaben nicht mehr in der Lage, die Übersicht über alle Charaktere und Schauplätze zu behalten. Neben den Hörbuchversionen der ersten vier Teile der Reihe bediente sich der Schriftsteller Robin Furths Hilfe.
Nachdem Fans auf die Arbeit der Rechercheassistentin aufmerksam wurden und nach einer möglichen Veröffentlichung fragen, brachte der Nordamerikanische Verlag Scribner den ersten Teil der Konkordanz im Jahr 2003 heraus und kündigte an, nach Veröffentlichung des finalen Teils der Saga auch den entsprechenden zweiten Teil des Nachschlagewerkes zu veröffentlichen. Das Tor zu Stephen Kings Dunklem Turm V–VII wurde in Nordamerika am 12. März 2005 als Taschenbuch veröffentlicht.
Nach den beiden Einzelwerken kündigte der Verlag ebenfalls an, eine konsolidierte Ausgabe beider Nachschlagewerke im Jahr 2006 herausgeben zu wollen. Inhaltlich sollten beide Ausgaben vereint werden, und neues Material hinzukommen.

## Veröffentlichung im deutschsprachigen Raum
Auf Kritik gestoßen ist der deutsche Heyne Verlag durch den langwierigen Prozess der deutschen Übersetzung. Insgesamt 15 Verschiebungen konnten registriert werden. Zurückzuführen war es – nach Aussage des Verlages – auf die Tatsache, dass man erst nach der Veröffentlichung des letzten Bandes mit der Übersetzung der Konkordanz beginnen könne, beziehungsweise die Änderung der Verweise in Furths Konkordanz auf die deutsche Ausgabe sehr viel Zeit in Anspruch nehmen würde.
Schlussendlich kam die deutsche Übersetzung im Taschenbuchformat im Mai 2008 heraus.